# Blastobasis lutiflua
Blastobasis lutiflua é uma espécie de mariposa do gênero Blastobasis pertencente à família Coleophoridae.